# 雨あがりのステップ
「雨あがりのステップ」（あめあがりのステップ）は、新しい地図の楽曲。2018年3月19日にワーナーミュージック・ジャパンから配信開始された。

## 解説
パラスポーツ応援チャリティーソングとして制作され、2018年3月4日に行われた「パラ駅伝 in TOKYO 2018」内にて、初披露された。3月19日にiTunes Store、レコチョク限定でリリースされ、同年6月30日までの売上金額の全てが寄付され、日本財団オリンピックサポートセンターを通じてパラスポーツの支援に充てられた。
3月19日から6月30日までは、チャリティー販売として「雨あがりのステップ (チャリティ ver.)」でリリースされていたが、7月1日からは通常バージョンとしてリリースされた。
最終的な結果は、7月1日放送のAbemaTVのレギュラー番組『7.2 新しい別の窓』内で発表され、99,594ダウンロード、2300万6214円の寄付金額という結果であった。
配信開始日に、新しい地図のYouTubeチャンネルにてミュージック・ビデオが公開された。このミュージック・ビデオには、YouTuberのはじめしゃちょー、水溜りボンド、PARASTICAらが出演している。また、Apple Musicでは、「パラ駅伝 in TOKYO 2018」にて歌唱したライブ映像を視聴することが可能である。
2019年6月2日に放送された『7.2 新しい別の窓』の企画でファンの結婚式にサプライズで登場した際に、本作を披露。
2024年9月14日に放送した「with MUSIC」で「雨上がりのステップ」をテレビ初披露した。

## 収録曲
1. 雨あがりのステップ [5:21]
（作詞：麻生哲朗 / 作曲・編曲：菅野よう子）
  - パラスポーツ応援チャリティーソング